# Edificio

Iglesia Evangélica de Darmstadt. Un edificio puede evolucionar de diversas formas a través del tiempo, reflejando en ocasiones diferentes etapas de una ciudad.

Un edificio (del latín aedificĭum) es una construcción dedicada a albergar distintas actividades humanas: vivienda, templo, teatro, comercio, etc.
Los inventos humanos han ido mejorando las técnicas de construcción y decoración de sus partes, hasta hacer de la actividad de edificar una de las bellas artes: la arquitectura.
Los edificios satisfacen varias necesidades sociales: ocupación, principalmente como refugio del clima, seguridad, espacio habitable, privacidad, para almacenar pertenencias y para vivir y trabajar cómodamente. Un edificio como refugio representa una división física del hábitat humano, un lugar de comodidad y seguridad y el exterior, un lugar que a veces puede ser duro y dañino.
Desde las primeras pinturas rupestres, los edificios también se han convertido en objetos o lienzos de mucha expresión artística. En los últimos años, el interés en la planificación sostenible y las prácticas de construcción también se ha convertido en una parte intencional del proceso de diseño de muchos edificio nuevos y otras estructuras, por lo general un edificio verde.

## Definiciones

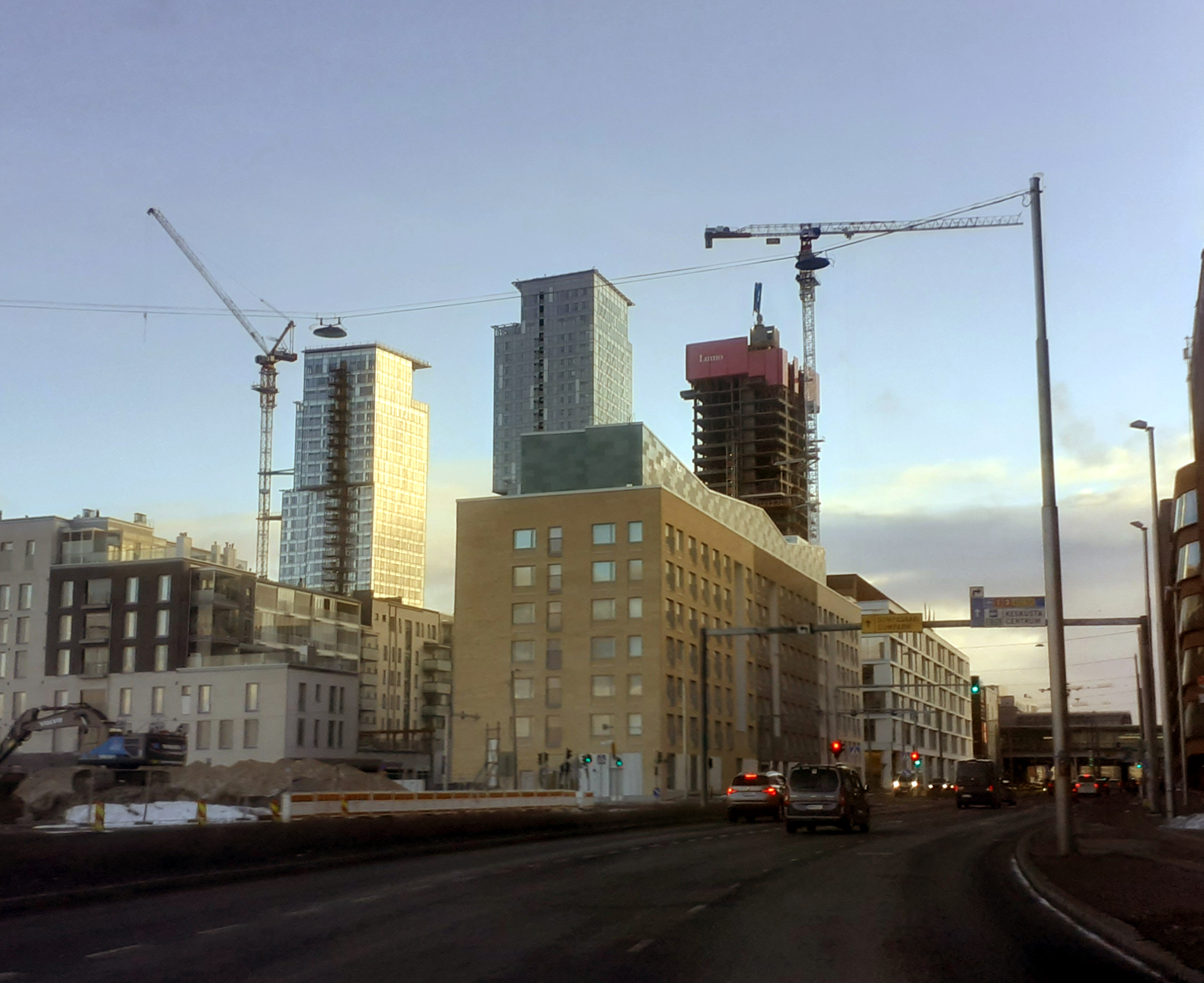
Los rascacielos en construcción en Kalasatama, Helsinki, Finlandia (2021)

La palabra «edificio» es a la vez un sustantivo y un verbo: la estructura en sí y el acto de hacerla. Como sustantivo, un edificio es ‘una estructura que tiene un techo y paredes y se encuentra más o menos permanentemente en un lugar’; «había un edificio de tres pisos en la esquina»; «Era un edificio imponente». En la interpretación más amplia, un muro es un edificio. Sin embargo, la palabra «estructura» se usa de manera más amplia que «edificio», incluidas las formaciones naturales y artificiales. y no necesariamente tiene paredes. Es más probable que una estructura se use para un muro por ejemplo. El Sturgis' Dictionary incluyó que «[la construcción] difiere de la arquitectura en la exclusión de toda idea de tratamiento artístico; y difiere de la construcción en la idea de excluir el tratamiento científico o altamente hábil». Hay el uso como verbo, el de construir [un edificio].
A lo largo de la historia han aparecido numerosos nombres de edificios para designarlos según su apariencia, proporcionando un hito deseado por su diseño arquitectónico (anfiteatro, cúpula, rotonda, rascacielos, etc.), y luego más a menudo en el período moderno proporcionando un hito de acuerdo con su función de uso que se ha vuelto común (molino, hotel, escuela, etc.).
La «altura estructural» en el uso técnico es la altura del detalle arquitectónico más alto en la construcción desde el nivel de la calle. Dependiendo de cómo se clasifiquen, las agujas y los mástiles pueden o no estar incluidos en esta altura. Por lo general, no se incluyen esos mástiles utilizados como antenas. La definición de «edificio de poca altura versus edificio de gran altura» es un tema de debate, pero generalmente tres pisos o menos se considera de poca altura.
Después del establecimiento de la industria con sus personas jurídicas asimiladas a individuos, las ocupaciones empresariales han adquirido el carácter generalizado de ser recientes y efímeras y también múltiples. Se puede ver que la creación de nombres específicos que designan edificios con conformaciones específicas (trefilado, cuerda, curtido, etc.) se detiene en favor de nombres compuestos por designaciones genéricas de habitaciones, fábrica o edificio asociado con una característica tanto en función como en forma (fábrica de productos primarios, fábrica de productos químicos, edificio de oficinas de seguros, polideportivo, etc.) correspondiente al estado de establecimiento que incluye institución, empresa, construcción.

## Historia
La historia de la arquitectura es la rama de la historia del arte que estudia la evolución histórica de la arquitectura, sus principios, ideas y realizaciones. Esta disciplina, así como cualquier otra forma de conocimiento histórico, está sujeta a las limitaciones y fortalezas de la historia como ciencia: existen diversas perspectivas en relación con su estudio, la mayor parte de las cuales son occidentales. En la mayoría de los casos —aunque no siempre— los periodos estudiados corren paralelos a los de la historia del arte y existen momentos en que las ideas estéticas se superponen o se confunden.
Existe una clara prueba de construcción de viviendas desde alrededor del 18 000 a. C. Los edificios se hicieron comunes durante el Neolítico (véase arquitectura neolítica). El sitio arqueológico de Çatal Höyük en Turquía (6000-7000 a. C.) es uno de los muy primeros ejemplos, así como Jericó en Cisjordania (6000 a. C.).

## Tipos de edificios
- Arquitectónicos (culturales),
- Habitacionales;

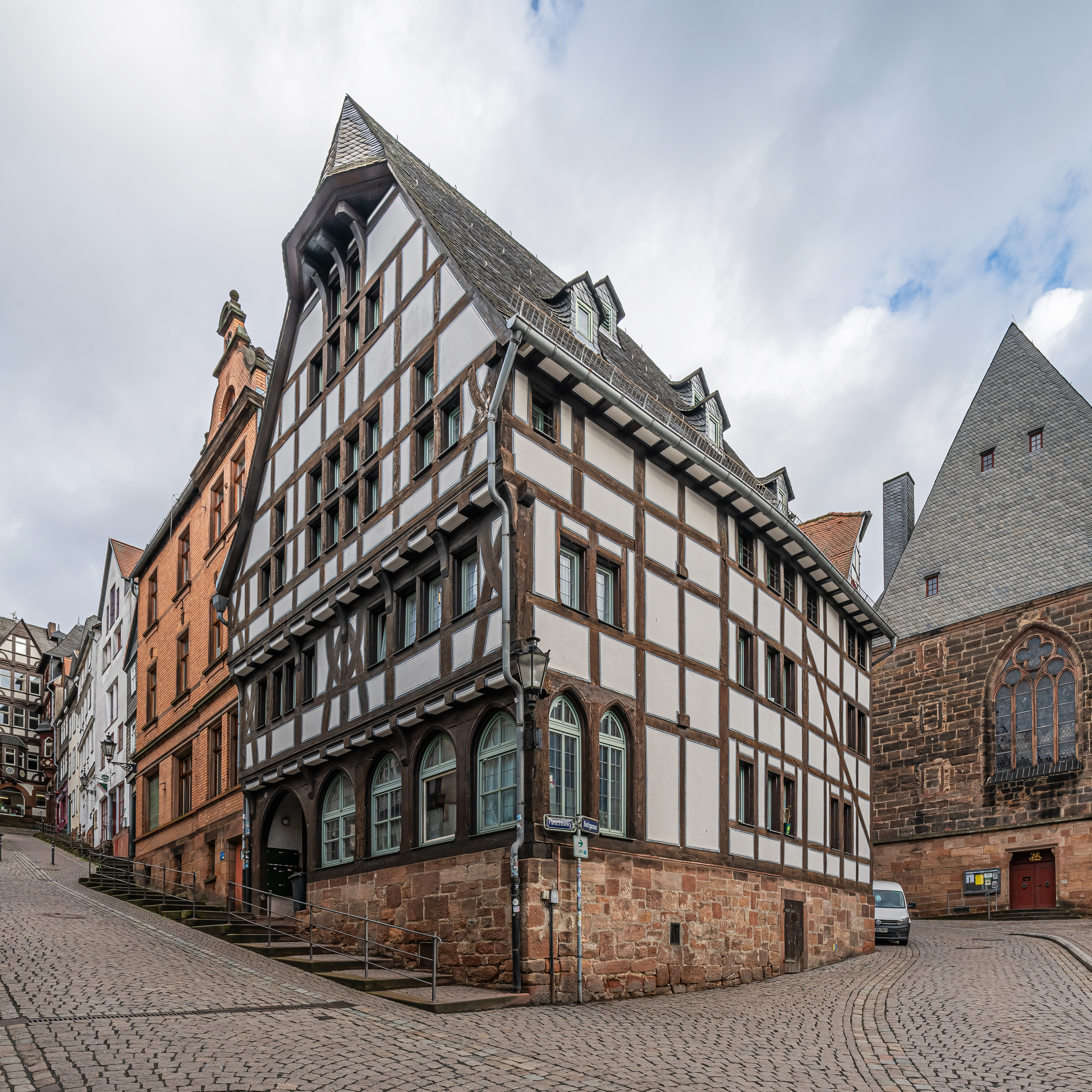
Una casa con estructura de madera en Marburg, Alemania

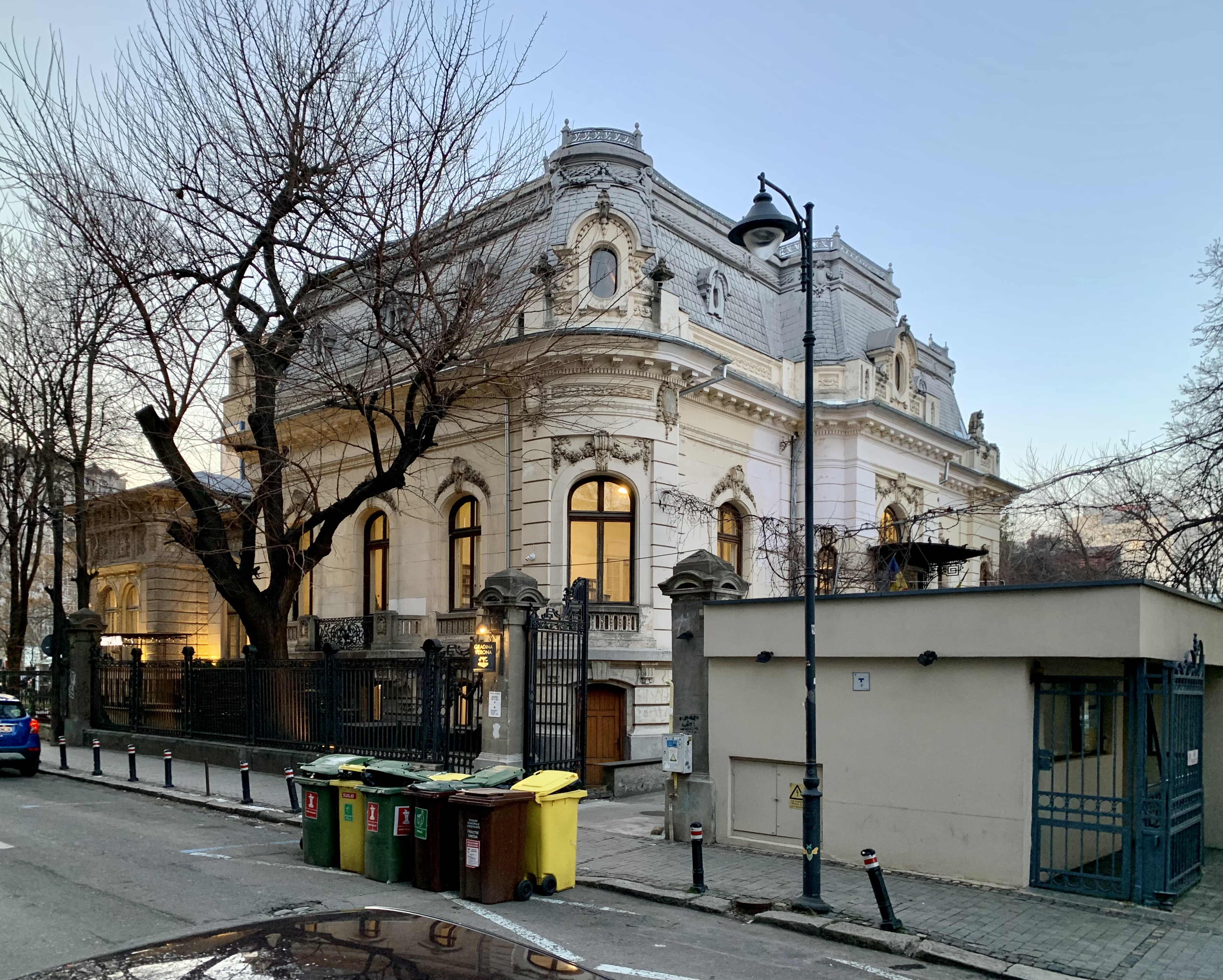
Casa de estilo Belle Époque en Strada Arthur Verona en Bucarest, Rumania, actualmente parte de una librería

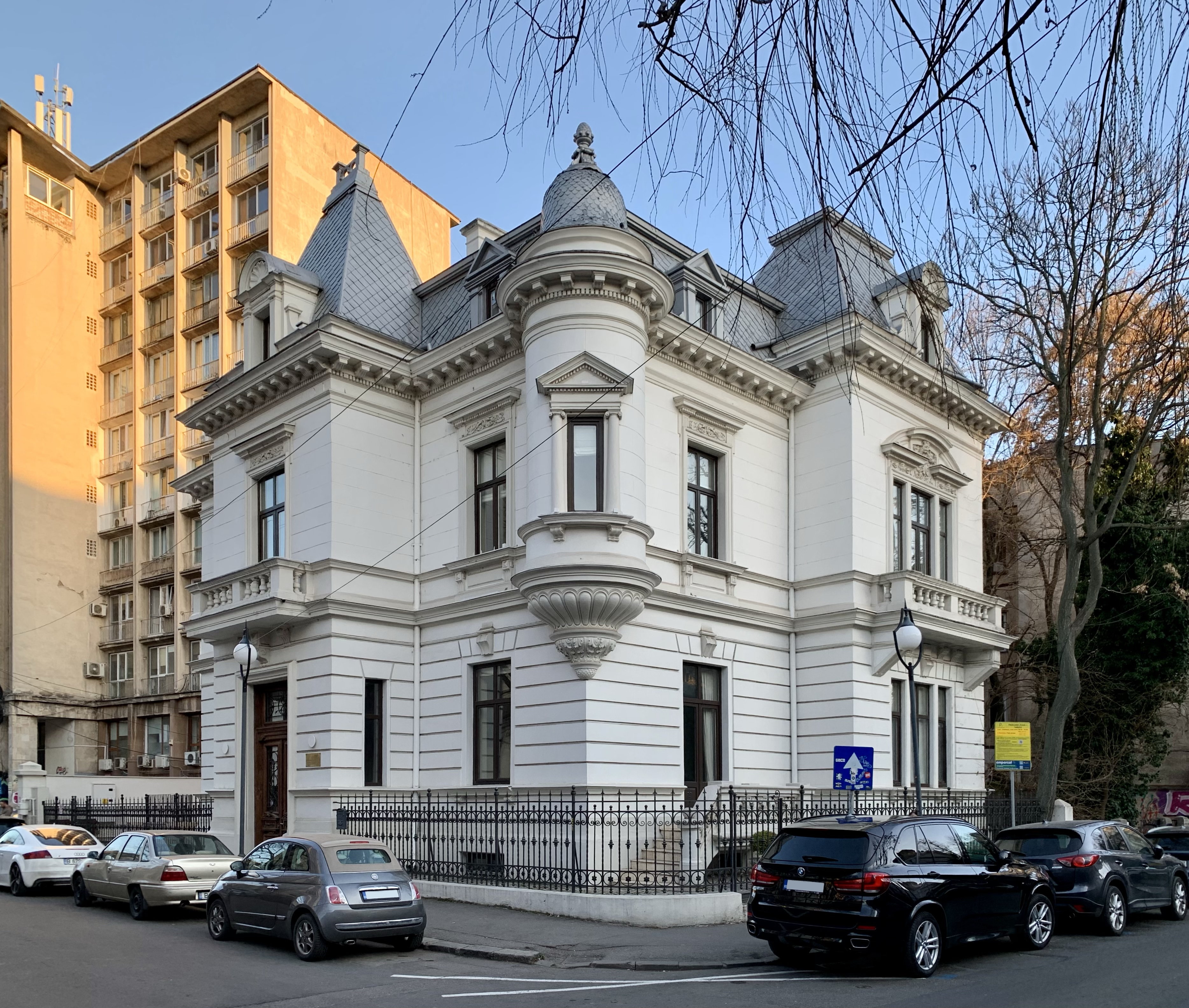
La Casa Mitilineu, una casa en Bucarest, que data de 1898

Los edificios residenciales unifamiliares se denominan con mayor frecuencia casa o hogar. Los edificios residenciales multifamiliares que contienen más de una unidad de vivienda se denominan dúplex o edificio de apartamentos. Un condominio es un apartamento que el ocupante posee en lugar de alquilar. Las casas también se pueden construir en pares (adosadas), en terrazas donde todas menos dos de las casas tienen otras a cada lado; los apartamentos pueden construirse alrededor de patios o como bloques rectangulares rodeados por un terreno de diferentes tamaños. Las casas que se construyeron como una sola vivienda pueden luego dividirse en apartamentos; también se pueden convertir para otro uso, p.ej. una oficina o una tienda.
Los tipos de edificios pueden variar desde barracas hasta bloques de apartamentos de gran altura multimillonarios capaces de albergar a miles de personas. El aumento de la densidad de asentamientos en los edificios (y las distancias más pequeñas entre los edificios) suele ser una respuesta a los altos precios de la tierra como resultado de muchas personas que desean vivir cerca del trabajo o atractivos similares. Los materiales de construcción comunes son el ladrillo, el hormigón o combinaciones de cualquiera de estos con piedra.
Los edificios residenciales tienen diferentes nombres para su uso dependiendo de si son estacionales incluyen viviendas vacacionales o tiempo compartido; tamaño como una cabaña o una gran casa; de valor como una choza o mansión; forma de construcción, como una casa de troncos o una casa móvil; proximidad al suelo, como casa casa subterránea, casa sobre pilotes o casa del árbol. Además, si los residentes necesitan atención especial, como un asilo de ancianos, orfanato o prisión; o en viviendas grupales como barracas o dormitorios.
Históricamente, muchas personas vivían en edificios comunales llamados casas comunales, viviendas más pequeñas llamadas casas en zanja y casas combinadas con graneros.
Los edificios se definen como estructuras sólidas y permanentes, por lo que otras formas de vivienda como casa flotante, yurta y autocaravana son viviendas pero no edificios.
- Comerciales;
Un edificio comercial es aquel en el que se basa al menos un negocio, pero donde no vive gente. Los ejemplos incluyen tiendas, restaurantes y hoteles.
- Industriales;
Los edificios industriales son aquellos en los que se realiza industria pesada, como manufactura. Estos edificios incluyen almacenes y fábricas.
- Agrícola;
Los edificios agrícolas son las dependencias ubicadas en las granjas, como los graneros.
- Uso mixto;
Algunos edificios incorporan varios o múltiples usos diferentes, los más comunes son aquellos que combinan usos comerciales y residenciales.
- Complejos;

Edificio de acero de paneles enmarcados de aluminio, en Corea.

A veces, un grupo de construcciones interrelacionadas (y posiblemente interconectadas) se denomina complejo, por ejemplo, un complejo de viviendas, complejo educativo, complejo hospitalario, etc.

## Creación
La práctica de diseñar, construir y operar edificios suele ser un esfuerzo colectivo de diferentes grupos de profesionales y oficios. Según el tamaño, la complejidad y el propósito de un proyecto de construcción en particular, el equipo del proyecto puede incluir:
- Un promotor immobiliario que asegura financiamiento para el proyecto;
- Una o más instituciones financieras u otros inversores que proporcionan la financiación
- Autoridades locales de planificación y código.
- Un supervisor que realiza un ALTA/ACSM y estudios de construcción a lo largo del proyecto;
- Gerente de la construcción que coordina el esfuerzo de los diferentes grupos de participantes del proyecto;
- arquitectos e ingenieros estructurales licenciados que proporcionan diseño de edificios y preparan documentos de construcción;
- Las principales disciplinas de ingeniería de diseño que normalmente incluirían a los siguientes profesionales: servicios de construcción Civil, Estructural, Mecánica o HVAC (calefacción, ventilación y aire acondicionado) y Servicios Eléctricos de Edificación, Fontanería y Saneamiento. También pueden participar otros posibles especialistas en ingeniería de diseño, como incendios, acústica, ingenieros de fachadas, física de edificios, telecomunicaciones, AV (audiovisual), BMS (sistemas de gestión de edificios), controles automáticos, etc. Estos ingenieros de diseño también preparan documentos de construcción que se emiten a contratistas especializados para obtener un precio por las obras y seguir por las instalaciones.
- Arquitecto paisajista;
- Diseñadores de interiores;
- Otros consultores;
- Contratistas que brindan servicios de construcción e instalan sistemas de construcción como control de clima, eléctrico, fontanería, decoración, protección contra incendios, seguridad y telecomunicaciones;
- Agentes de mercadeo o arrendamiento;
- Administradores de instalaciones que son responsables de operar el edificio.

Independientemente de su tamaño o uso previsto, por ejemplo todos los edificios en los EE. UU. deben cumplir con las ordenanzas de zonificación, códigos de construcción y otras reglamentaciones como códigos contra incendios, códigos de seguridad humana y estándares relacionados.
Los vehículos, como remolques, caravanas, barcos y aviones de pasajeros, se tratan como "edificios" a efectos de seguridad humana.

### Propiedad y financiación
- Préstamo hipotecario
- Promotor immobiliario

## Instalaciones de los edificios
Las instalaciones son el conjunto de redes y equipos fijos que permiten el suministro y operación de los servicios que ayudan a los edificios a cumplir las funciones para las que han sido diseñados.
Todos los edificios tienen instalaciones, ya sean viviendas, fábricas, hospitales, etc., que en algunos casos son específicas del edificio al que sirven

## Servicios de construcción

### Planta física

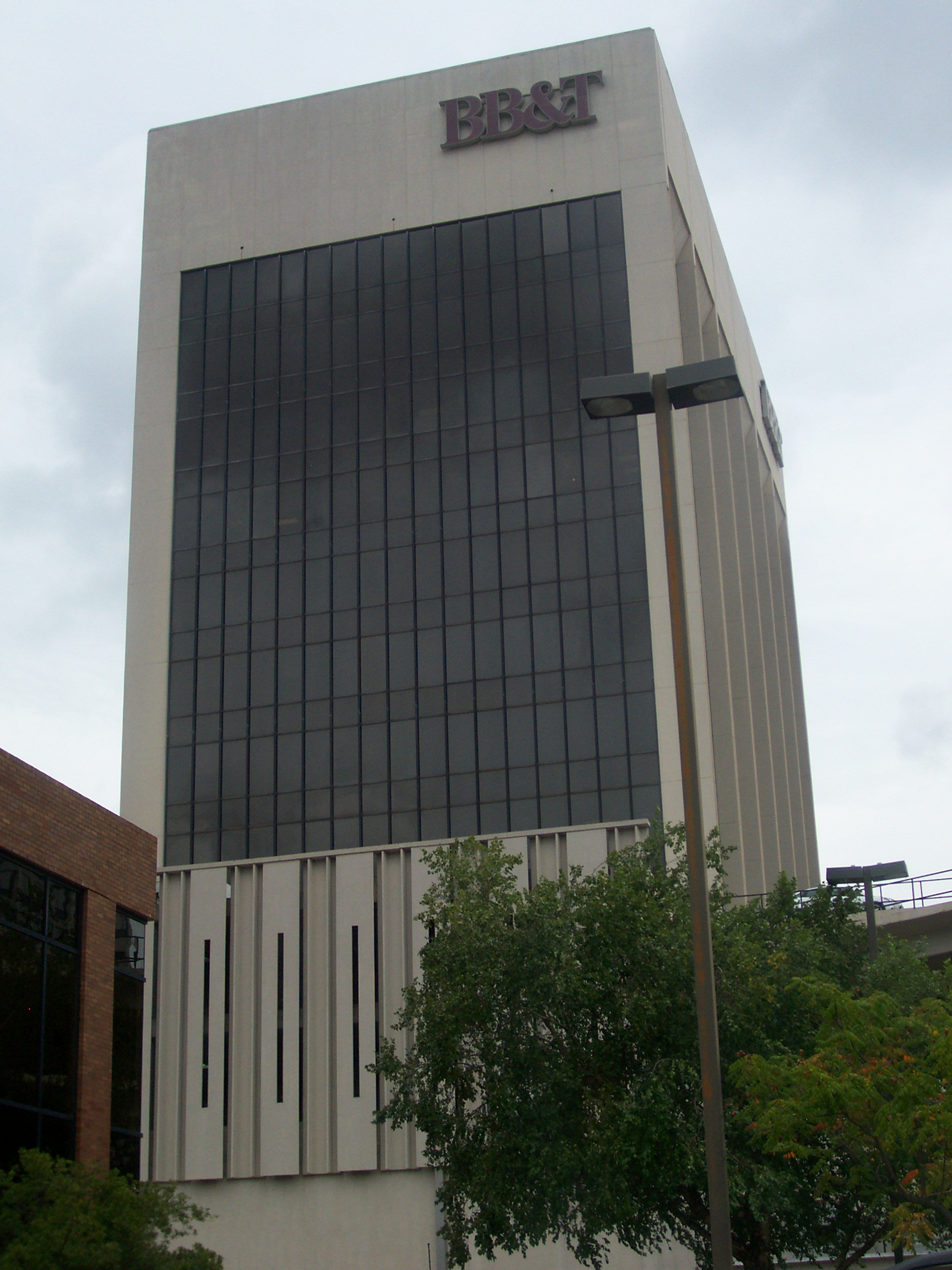
El edificio BB&T en Macon, Georgia está construido de aluminio.

Cualquier edificio requiere una cierta cantidad general de infraestructura interna para funcionar, que incluye elementos como calefacción/refrigeración, energía y telecomunicaciones, agua y aguas residuales, etc. Especialmente en edificios comerciales (como oficinas o fábricas), estos pueden ser sistemas extremadamente complejos que ocupan grandes cantidades de espacio (a veces ubicados en áreas separadas o pisos dobles/techos falsos) y constituyen una gran parte del mantenimiento regular requerido.

### Sistemas de transporte
Sistemas para transporte de personas dentro de edificios:
- Ascensor
- Escalera mecánica
- Pasillo rodante (horizontal e inclinada)

Sistemas para el transporte de personas entre edificios interconectados:
- Pasadizo elevado
- Ciudad subterránea

## Daños

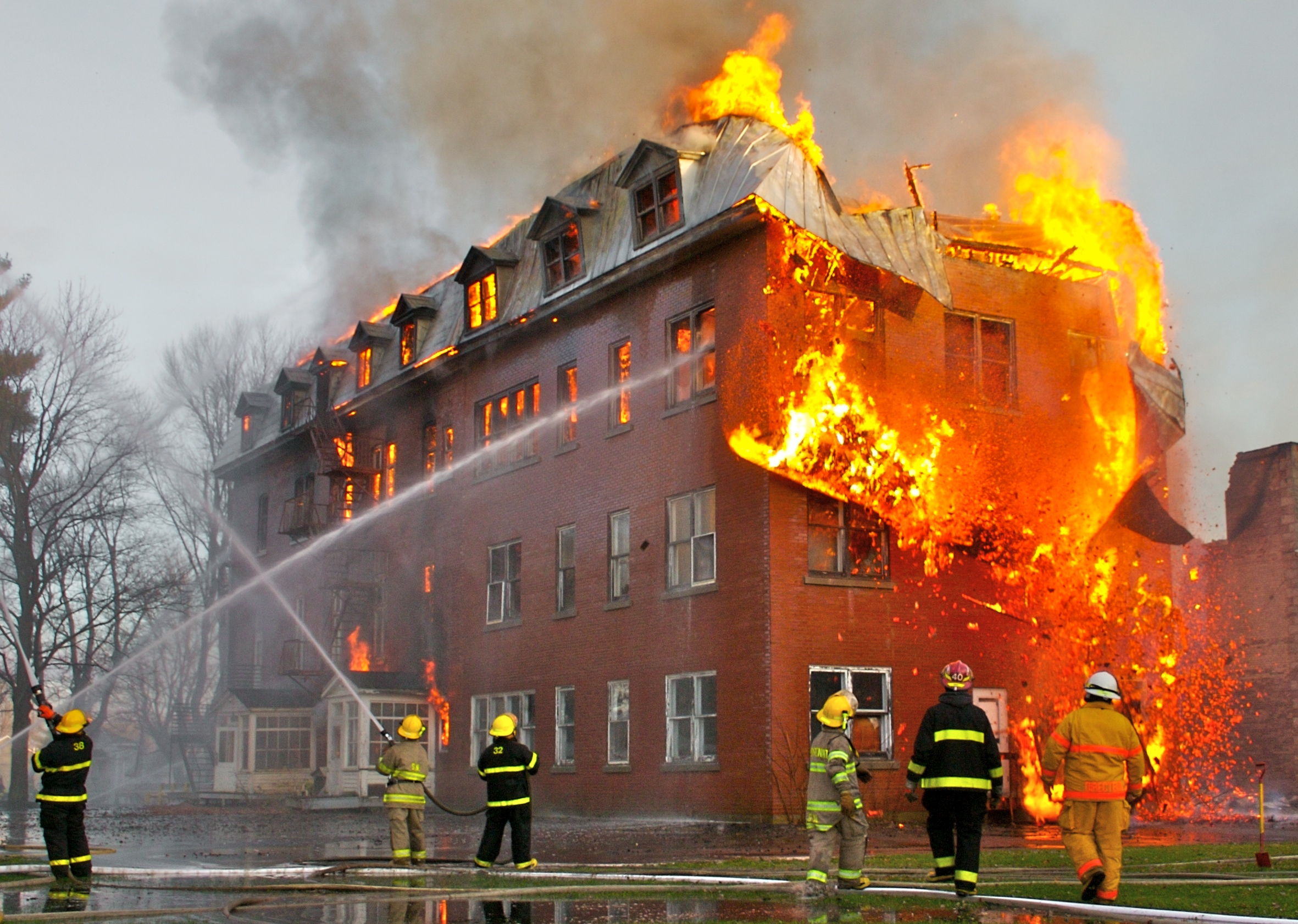
Un edificio en Massueville (Quebec, Canadá), engullido por el fuego

Los edificios pueden dañarse durante la construcción del edificio o durante el mantenimiento. Hay varias otras razones detrás de los daños en edificios, como accidentes. como tormentas, explosiones, hundimientos causados por minería, extracción de agua o cimientos deficientes y deslizamientos de tierra. Los edificios también pueden sufrir daños por el fuego e inundaciones en circunstancias especiales. También pueden deteriorarse por falta de mantenimiento adecuado o por trabajos de alteración realizados incorrectamente.

## Futuros edificios hipotéticos
Los avances en la tecnología de la construcción, nuevas ideas, etc. pueden permitir (o exigir) la construcción de nuevos tipos de edificios y complejos, como una arcología.